# One Day in Your Life (canción de Anastacia)
One Day In Your Life es el segundo sencillo del segundo álbum de estudio Freak of Nature de la cantante estadounidense Anastacia. Es una de las canciones más exitosas entrando en el Top 10 en varios países. El videoclip es uno de los más sensuales y divertidos de la artista, lo que lo hace uno de sus favoritos. Se publicó en formato sencillo en CD en todo el mundo en marzo de 2002. También fue el único sencillo de este álbum que se publicó en Estados Unidos y es su mejor éxito en este país logrando el número 1. El sencillo también está incluido en su recopilatorio "Pieces of a Dream".

## Recepción
La canción ya estaba preparada para el lanzamiento como sencillo, por lo que la discográfica lanzó la canción en el momento adecuado. Tras el éxito de "Paid My Dues" es lo mejor que le pudo venir al disco para continuar en sus ventas más altas. Los fanes de la cantante apoyaban la canción hasta el final, llegando a ser muy exitosa en la mayoría de los países europeos, Australia, Nueva Zelanda, y sorprendentemente en los EE. UU., siendo el único sencillo en el país y llegando al número 1 en los charts. Se podría decir que esta canción ha hecho de nuevo que Anastacia pase a la historia en el mundo musical. Es considerada como uno de sus mejores canciones, en parte, la mejor del álbum.

## Promoción
Anastacia hizo promoción de este sencillo en muchas partes del mundo. Desde 2002 hasta hoy ha ido promocionándolo cada vez menos porque está lanzando nuevos singles. Ha cantado esta canción en Divas Las Vegas junto con muchos otros cantantes, Rod Live en Australia, en Wetten Das, en el Royal Variety Performance, en Jay Leno, en el Life Ball, en Top Of The Tops alcanzando la posición 11, en el Hartwall Arena en Helsinki, en Regis & Kelly, en Edison Awards, ganando el primer premio en competencia con Alicia Keys y Kylie Minogue, en su gira Live At Last Tour, aunque no se incluyó en el DVD Live At Last que se grabó, en su última gira Heavy Rotation Tour y en muchos otros lugares. No siempre ha cantado en directo, a veces, en algunas actuaciones, lo ha hecho en playback. También en varias ocasiones, ha promocionado este sencillo con un remix de la canción.

## Videoclips
Siendo su primer videoclip dirigido por Dave Meyers, quien también ha dirigido vídeos para Britney Spears, Pink y Bow Wow, fue grabado el 16 de enero y 17 de enero de 2002 en Los Ángeles, y Santa Mónica en los EE. UU.
Primero, mientras el sol aparece, Anastacia se muestra tomando su desayuno, un cuenco de cereales. En esta primera toma, Anastacia canta la primera estrofa de la canción. Después de esto, baila y canta por la sala y observa a las demás personas jugando al ajedrez, al billar, besándose... al ritmo del estribillo. A continuación se puede ver, comenzando la segunda estrofa, la artista está en una urbanización con piscina sobre una hamaca con bikini y trenzas tonteando con un chico, además de que un señor rocia a Anastacia con una manguera. A continuación, la cámara recorre un castillo de arena. Cuando sale del castillo, se le ve bailando y cantando, mientras que detrás de ella la gente está en una rampa de patinadores y un grupo de jóvenes juegan al voleibol.
También existe una versión alternativa del video, que fue grabada para los Estados Unidos. Esta versión contiene principalmente imágenes del video internacional, con algunas escenas nuevas (del mismo rodaje). Las dos versiones del vídeo están disponibles en su The Video Collection DVD.

## Formatos

### Australia
1. "One Day in Your Life" [Album Version] 3:29
2. "One Day in Your Life" [M*A*S*H Radio Mix #2] 3:56
3. "One Day in Your Life" [Almighty Mix] 7:44
4. "One Day in Your Life" [M*A*S*H Classic Mix] 8:48
5. "One Day in Your Life" [Video]

### Europa
1. "One Day in Your Life" [Album Version] 3:29
2. "One Day in Your Life" [M*A*S*H Classic Mix] 8:48
3. "One Day in Your Life" [M*A*S*H Dub Mix] 7:14
4. "One Day in Your Life" [Almighty Mix] 7:44
5. "One Day in Your Life" [Almighty Dub] 5:58

### Japón
1. "One Day in Your Life" [Album Version] 3:29
2. "One Day in Your Life" [M*A*S*H Radio Mix] 3:56
3. "One Day in Your Life" [Almighty Dub] 5:58
4. "Bad Girls" [Live at The Brits 2002] 3:59
5. "One Day in Your Life" [Video]

### España y Holanda
1. "One Day in Your Life" [Album Version] 3:29
2. "One Day in Your Life" [M*A*S*H Classic Mix] 8:48

### RU

#### CD
1. "One Day in Your Life" [Album Version] 3:29
2. "One Day in Your Life" [M*A*S*H Classic Mix] 8:48
3. "One Day in Your Life" [Almighty Mix] 7:44
4. "One Day in Your Life" [Video]

#### Promo
1. "One Day in Your Life" [Almighty Mix] 7:44
2. "One Day in Your Life" [Almighty Dub] 5:58
3. "One Day in Your Life" [M*A*S*H Classic Mix] 8:48
4. "One Day in Your Life" [M*A*S*H Dub Mix] 7:14

### EE.UU

#### Promo 1
1. "One Day in Your Life" [European Version]
2. "One Day in Your Life" [US Version]
3. "One Day in Your Life" [Video]

#### Promo 2
Disco 1
1. "One Day in Your Life" [Eric Kupper Club Mix] 7:47
2. "One Day in Your Life" [Eric Kupper Dub Mix] 6:39
3. "One Day in Your Life" [Almighty Mix] 7:44
4. "One Day in Your Life" [Almighty Dub] 5:58

Disco 2
1. "One Day in Your Life" [Hex Hector/Mac Quayle Club Mix] 10:32
2. "One Day in Your Life" [Hex Hector/Mac Quayle Dub Mix] 5:20
3. "One Day in Your Life" [M*A*S*H Classic Mix] 8:48
4. "One Day in Your Life" [M*A*S*H Dub Mix] 7:14

### Listas
| Emisora (2002)                    | Posición más alta |
| --------------------------------- | ----------------- |
| Australia Singles Chart           | 6                 |
| Austria Singles Chart             | 9                 |
| Dinamarca Singles Chart           | 1                 |
| Holanda Airplay Chart             | 8                 |
| Europa Hot 100 Singles            | 1                 |
| Finlandia Singles Chart           | 14                |
| Francia Singles Chart             | 27                |
| Alemania Singles Chart            | 9                 |
| Grecia Top 50                     | 3                 |
| Hungría Singles Chart             | 2                 |
| Italia Singles Chart              | 4                 |
| Irlanda Singles Chart             | 3                 |
| Nueva Zelanda Singles Chart       | 15                |
| Holanda Singles Chart             | 8                 |
| Noruega Singles Chart             | 11                |
| Rumanía Top 100                   | 4                 |
| Rusia Airplay Chart               | 1                 |
| Eslovaquia Airplay Chart          | 6                 |
| España Singles Chart              | 1                 |
| Suecia Singles Chart              | 16                |
| Suiza Singles Chart               | 5                 |
| RU Singles Chart                  | 11                |
| EE. UU. Hot Dance Music/Club Play | 1                 |
| EE. UU. Top 40 Mainstream         | 30                |
| EE. UU. Top 40 Tracks             | 40                |

### Certificaciones
| País      | Certification (Certificación) |
| --------- | ----------------------------- |
| Australia | Platino                       |
| Alemania  | Oro                           |
| España    | Oro                           |
| Irlanda   | Oro                           |
| Italia    | Oro                           |
| R.Unido   | Plata                         |
| Rusia     | Platino                       |
| Suiza     | Platino                       |

- Datos: Q1038536